# Further Moor
Das Further Moor ist ein Wald- und Feuchtgebiet in Langenfeld (Rheinland), das als rund 42 ha großes Naturschutzgebiet (NSG-Kennung ME-001) ausgewiesen ist. Nahezu deckungsgleich mit 43,3 ha besteht das FFH-Gebiet Further Moor mit der Kennung DE-4807-304 und ist Teil des europäischen Schutzgebietsnetzes Natura 2000. Dem Vorschlag zur Schutzgebietsausweisung von gemeinschaftlicher Bedeutung im März 2001 folgte die Anerkennung als Natura 2000 Gebiet im Dezember 2004.

## Geografie

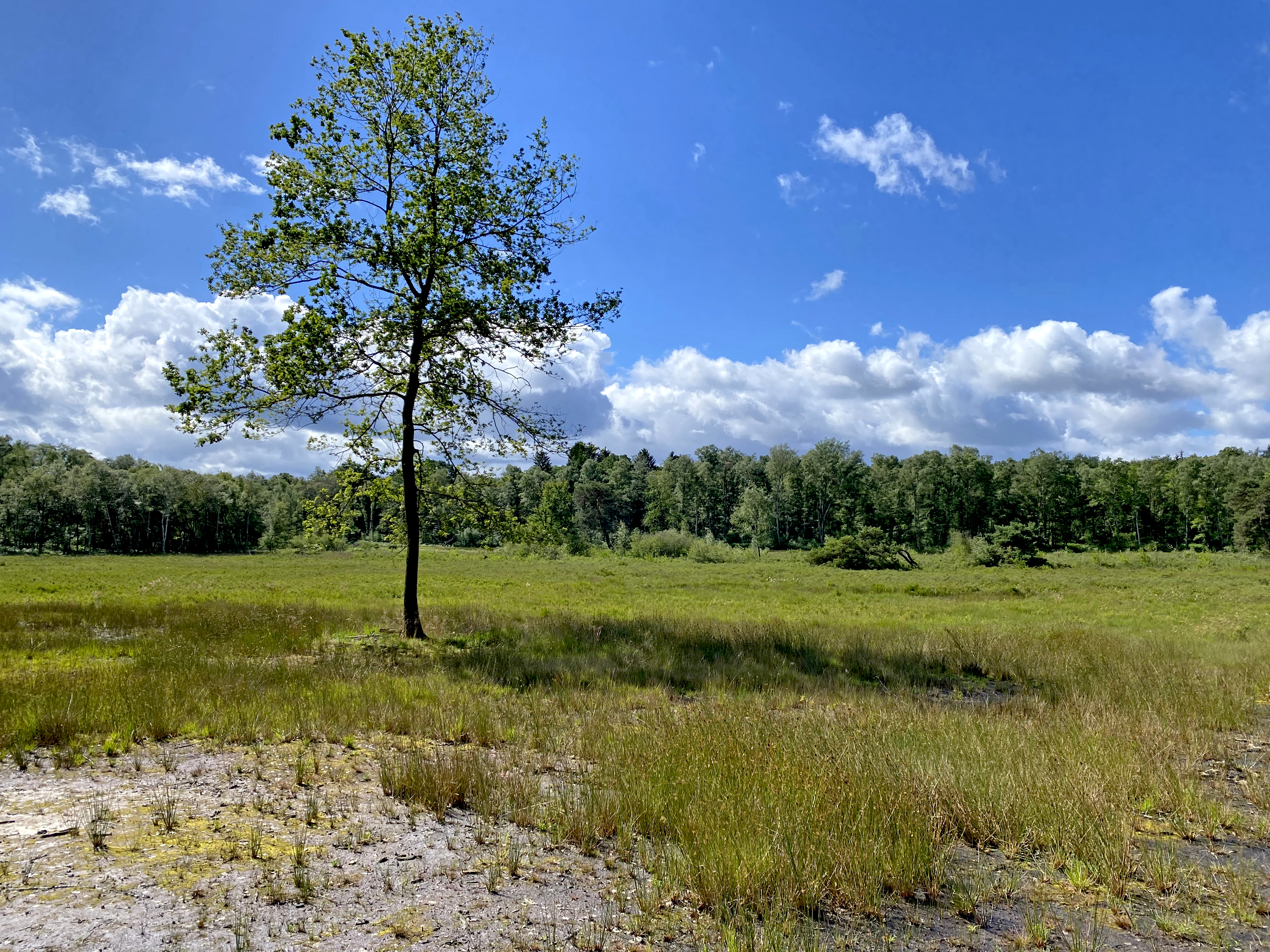
Zentrale offene Heidefläche des NSG – umgeben von Wald

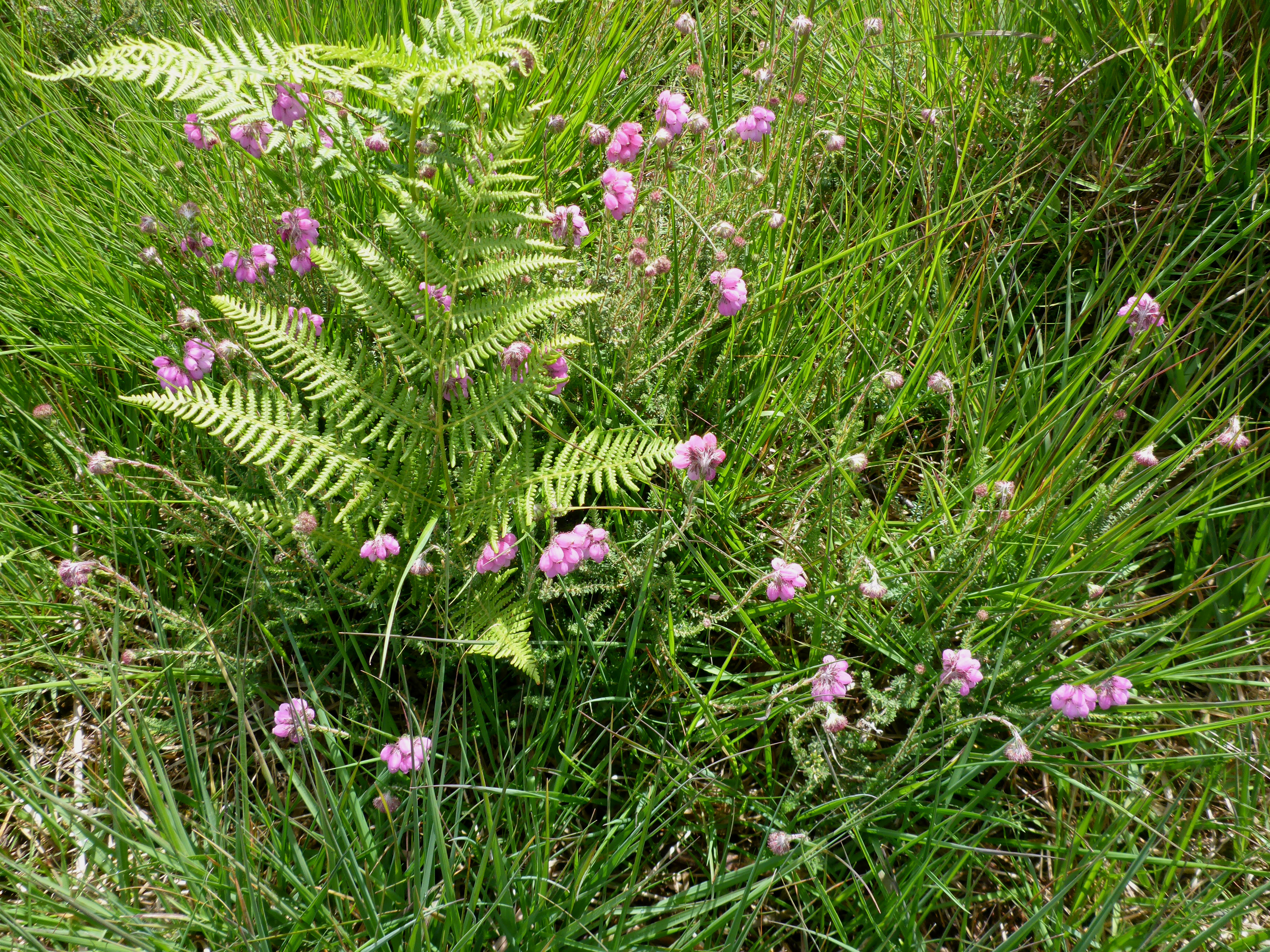
Adlerfarn bedrängt die lichthungrige Glockenheide

Naturräumlich liegt das Further Moor im Bereich der Bergischen Heideterrassen. Sein Kerngebiet befindet sich westlich der A 3, südlich der „Bergische Landstraße“ und der A 542, östlich der Bahnstrecke Mülheim-Speldorf–Troisdorf der ehemaligen Rheinische Eisenbahngesellschaft, nördlich von Hapelrath und nordwestlich von Furth.

## Geschichte
Das Further Moor wurde aufgrund seiner interessanten Heidemoorfläche im Jahre 1936 unter Naturschutz gestellt. Es ist das Überbleibsel einer früher ausgedehnteren Sumpf- und Morastlandschaft zu Füßen des Bergischen Landes, wie der Vergleich von Xanten (1614) und der Teilungsvertrag von Düsseldorf (1624) ausweisen. Damals ging es um die Aufteilung des Landes am Niederrhein unter Brandenburg-Preußen (Kleve, Mark und Ravensberg) und Pfalz-Neuburg (Berg und Jülich). Die Räte empfahlen Brandenburg, sich für das hiesige Gebiet zu entscheiden, „...sintemahl dieses Land mit stattlichen Sümpfen und Morästen wohl versehen sey, die zu Kriegszeiten einen Feind wohl abhalten könnten“.

## Beschreibung
Das Fachinformationssystem des Landesamtes für Natur, Umwelt und Verbraucherschutz (LANUV) beschreibt das Gebiet wie folgt:

„Das Kernstück des NSG Further Moor stellt eine im Kreis seltene Heidemoor- und Übergangsmoorfläche mit gefährdeten Pflanzenarten dar. Dieser Bereich ist von dichten, unterschiedlich zusammengesetzten Waldbeständen schützend umgeben. Es überwiegt dabei der feuchte Moorbirkenwald mit einer gut ausgebildeten, von Torfmoosen durchsetzten Krautschicht (50-80%) sowie reichlich Totholz. Größere Teilflächen sind auch mit nicht bodenständigen Baumarten (Ahorn, Lärche, Kiefer, Fichte) bestockt. Die Feuchtheide- und Übergangsmoorflächen sind durch eingeleitete Regenerationsmassnahmen (u.a. Wiedervernässung) zum Teil sehr nass und meist unwegsam. Über grosse Flächen wurden Gehölze entfernt und kleinflächig Pfeifengras gemäht. Im Heidemoor sind mehrere wasserführende Schlenken vorhanden. Sie werden von Torfmoosen und stellen- weise auch vom Mittleren Sonnentau besiedelt. Das Gebiet wird in Ost-West-Richtung von einem großenteils naturnahen, schmalen Bach durchflossen, der abschnittsweise mit Knöterich-Laichkraut bewachsen ist, und von Erlen gesäumt wird. Die eingeleiteten Regenerationsmassnahmen scheinen erfolgreich zu sein, doch wird eine Weiterführung dieser Massnahmen noch über Jahre hindurch erforderlich sein. Das Gebiet ist weitgehend unzugänglich.“

Das Further Moor zeigt in einem langjährigen Monitoring eine deutliche Austrocknungstendenz, die die Ausbreitung von unerwünschtem Pflanzenarten, wie Pfeifengras und Adlerfarn fördert. Dies wirkt sich insgesamt negativ auf die Artenvielfalt aus. Der Abfluss des Blockbaches, der nur ein kleines Wassereinzugsgebiet besitzt, kann nicht noch mehr verringert werden, da es anderenfalls zur Nährstoffanreicherung im Gebiet kommt. Die im Further Moor vorkommenden auf Nährstoffarmut spezialisierten selten und gefährdeten Pflanzenarten würden dann durch starkwüchsige Hochstauden (Allerweltsarten) verdrängt werden. Zur Verbesserung des Wasserhaushaltes soll die offene Heidefläche des Moores, die mittlerweile 6 ha groß ist, noch weiter auf Kosten des umgebenden Waldrandes vergrößert werden. Begründung: Eine Heidefläche besitzt im Vergleich zu einer gleich großen Waldfläche eine um 30–50 % höhere Grundwassereinspeisung.

### Schutzzweck
Im dicht besiedelten Rheinland und der Nähe zu beispielsweise den Städten Langenfeld, Monheim, oder Düsseldorf mit den städtischen Vororten und den bestehenden überörtlichen Straßen wie der Bundesautobahn A3 im Osten des Schutzgebietes zeichnet es sich durch seine Wasserschutz- und Erholungsfunktion aus. Für das Schutzgebiet bestehen auf der rechtsrheinischen Mittelterrasse bedeutende Pflanzenbestände der sauren respektive nährstoffarmen Feuchtgebiete im atlantischen Bereich. Es bietet Lebensräume, Brut- und Futterplätze für gefährdete und schützenswerte Arten der Libellen-, Amphibien- und Avifauna.

### Lebensraumtypen
Nach der FFH-Richtlinie wurden die folgenden Lebensraumtypen von europaweiter Bedeutung (LRT) des Anhang I klassifiziert:
Dystrophe Seen und Teiche (Code 3160), Fließgewässer mit Unterwasservegetation mit den Zeigerarten Flutender Wasserhahnenfuß (Ranunculus fluitans), Gewöhnlicher Wasserhahnenfuß (Ranunculus aquatilis), Wassersterne (Callitriche spp.) und Sumpf-Teichfaden (Zannichellia palustris) (Code 3260), feuchte Heiden des nordatlantischen Raumes mit Erica tetralix (Code 4010), europäische Heiden mit den Charakterarten Besenheide (Calluna vulgaris), Englische Ginster (Genista anglica) und Graue Heide (Erica cinerea) (Code 4030), Übergangs- und Schwingrasenmoore bestehend aus Schnabel-Segge (Carex rostrata) und Fieberklee (Menyanthes trifoliata) (Code 7140), Torfmoor-Schlenken (Rhynchosporion) (Code 7150) und Moorwälder (Code 91D0).

## Flora und Fauna

### Flora
Folgende wichtige und besonders gefährdeter Pflanzenarten, die in der regionalisierten Roten Liste der Stufe 2 (RL 2) zugeordnet sind, wurden bei einer durchgeführten Untersuchung des Gebietes zur Ausweisung als FFH-Gebiet aufgezeichnet:
Der Mittlere Sonnentau (Drosera intermedia), der Lungen-Enzian (Gentiana pneumonanthe) und das Weiße Schnabelried (Rhynchospora alba).
Weitere Kartierungen belegen darüber hinaus die große Anzahl seltener und besonders gefährdeter Pflanzenarten im Gebiet: Grünliche Gelb-Segge (Carex demissa) (RL V), Braunes Schnabelried (Rhynchospora fusca) (RL 2), Rundblättriger Sonnentau (Drosera rotundifolia) (RL 3), Grau-Segge Sa. (Carex canescens agg.) (RL 3), Trügerisches Torfmoos (Sphagnum fallax) (RL 3), Warziges Torfmoos (Sphagnum papillosum) (RL 3), Schmalblättriges Wollgras (Eriophorum angustifolium) (RL 3), Knöterich-Laichkraut (Potamogeton polygonifolius) (RL 3) und Sumpf-Veilchen (Viola palustris). (RL 2).

### Fauna
Folgende im Gebiet vorgefundene Art wurden im Anhang II der FFH-Richtlinie als besonders schützenswert eingestuft:
Die Große Moosjungfer (Leucorrhinia pectoralis) (RL 1).
Zudem wurden bei Kartierungen folgende gefährdete Tierarten entdeckt: Kleine Moosjungfer (Leucorrhinia dubia) (RL 2), Torf-Mosaikjungfer (Aeshna juncea) (RL 3), Kleine Pechlibelle (Ischnura pumilio) (RL 3), Kleiner Blaupfeil (Orthetrum coerulescens) (RL V), Gefleckte Heidelibelle (Sympetrum flaveolum) (RL V), Blindschleiche (Anguis fragilis) (RL V), Waldeidechse (Lacerta vivipara) (RL 3), Kurzflügelige Beißschrecke (Metrioptera brachyptera) (RL 2), Sumpfgrashüpfer (Chorthippus montanus) (RL 1), Bekassine (Gallinago gallinago) (RL 0), Baumfalke (Falco subbuteo) (RL 1), Habicht (Accipiter gentilis) (RL 3), Kleinspecht (Dryobates minor) (RL 3), Wespenbussard (Pernis apivorus) (RL 1), Waldschnepfe (Scolopax rusticola) (RL 2) und Weidenmeise (Parus montanus) (RL 1) (Anmerk.: Bei den Vogelarten gilt die Gefährdungsstufe bei Brutvogelarten).

## Erhaltungsziele und Entwicklungsmaßnahmen
Zur Erhaltung und Wiederherstellung der vorhandenen Lebensräume wurden folgende Erhaltungsziele und notwendige Maßnahmen als Grundlage für das Natura-2000-Gebietsmanagement definiert und in einem Managementplan festgelegt.

### Erhaltungsziele
Die Feuchtheide- und Übergangsmoorfläche ist als FFH-würdiger Lebensraum einzustufen und mit seinen Röhrichten, Sümpfen und Riedflächen sowie seinen umliegenden Moorwäldern zu erhalten und weiterzuentwickeln. Im Netzwerk der Natura 2000 Gebiete übernimmt das Schutzgebiet eine wichtige Trittstein-Biotopfunktion.

### Entwicklungsmaßnahmen
Die Stabilisierung des Wasserhaushaltes und Entbuschung der aufwachsenden Naturverjüngung aus Weiden, Erlen und Birken ist im Kernbereich des Moorgebietes geboten und sich auf die angrenzenden Waldrandbereiche ausdehnen. Hiermit soll der Anflug von Samen reduziert werden, nicht standortgerechte Gehölzbestände in bodenständige Baumarten zu überführen und die das Moor begleitenden Areale als Pufferzonen zu erhalten.

### Betreuung des Naturschutzgebietes
Die Biologische Station Haus Bürgel e.V. ist Ansprechpartner für Informationen über das Further Moor, unterstützt in Kooperation mit anderen Biologischen Stationen, Vereinen und Ehrenamtlern die Entwicklungsmaßnahmen vor Ort und bietet auch hin und wieder Exkursionen für Interessierte in das Further Moor an.

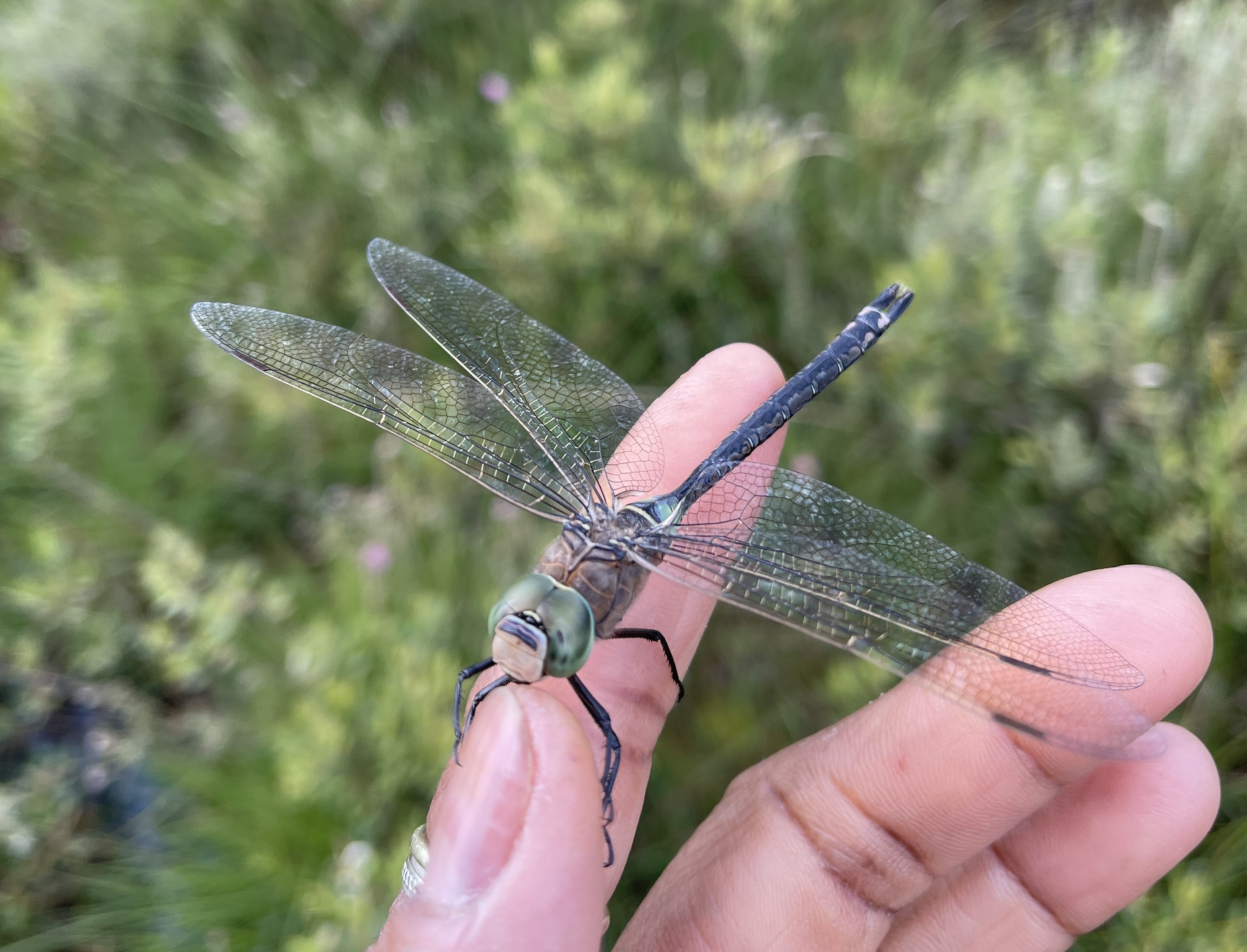
Kleine Königslibelle – zu Gast bei einer Exkursion
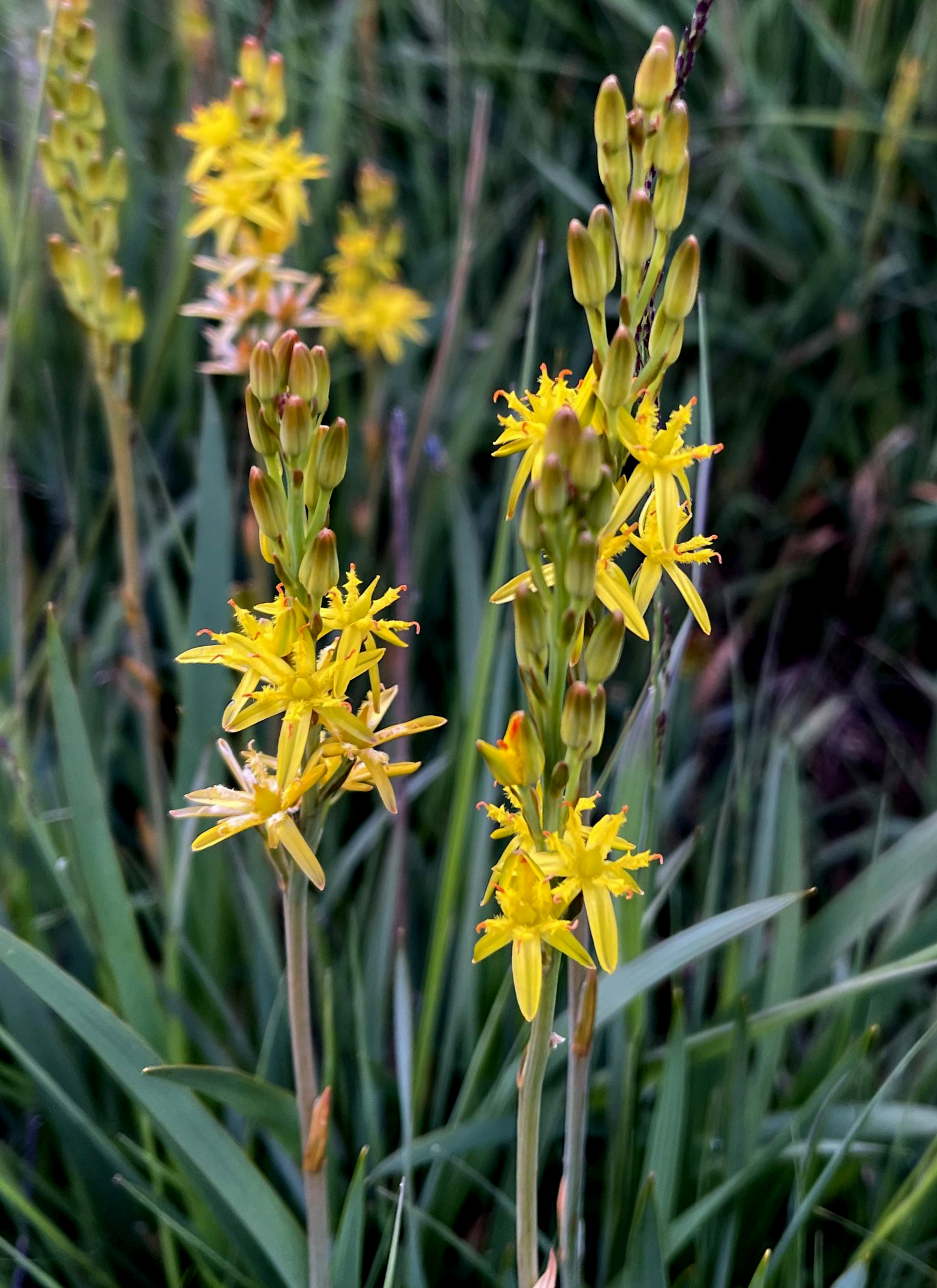
Moorlilie (Beinbrech) behauptet sich auf sauren, nassen Torfböden
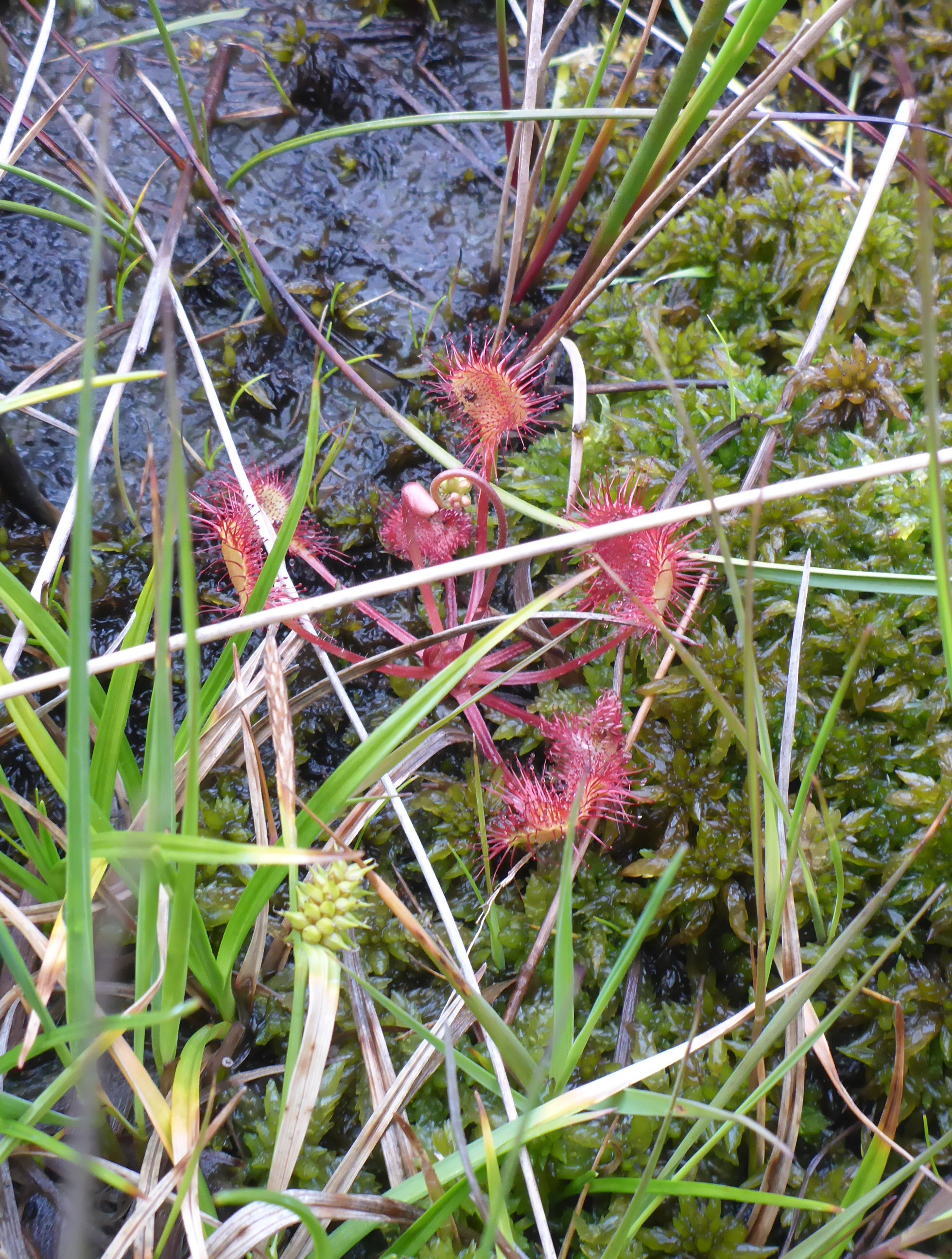
Rundblättriger Sonnentau spezialisiert auf nährstoffarmen, offenen Torfmoos-Heideboden
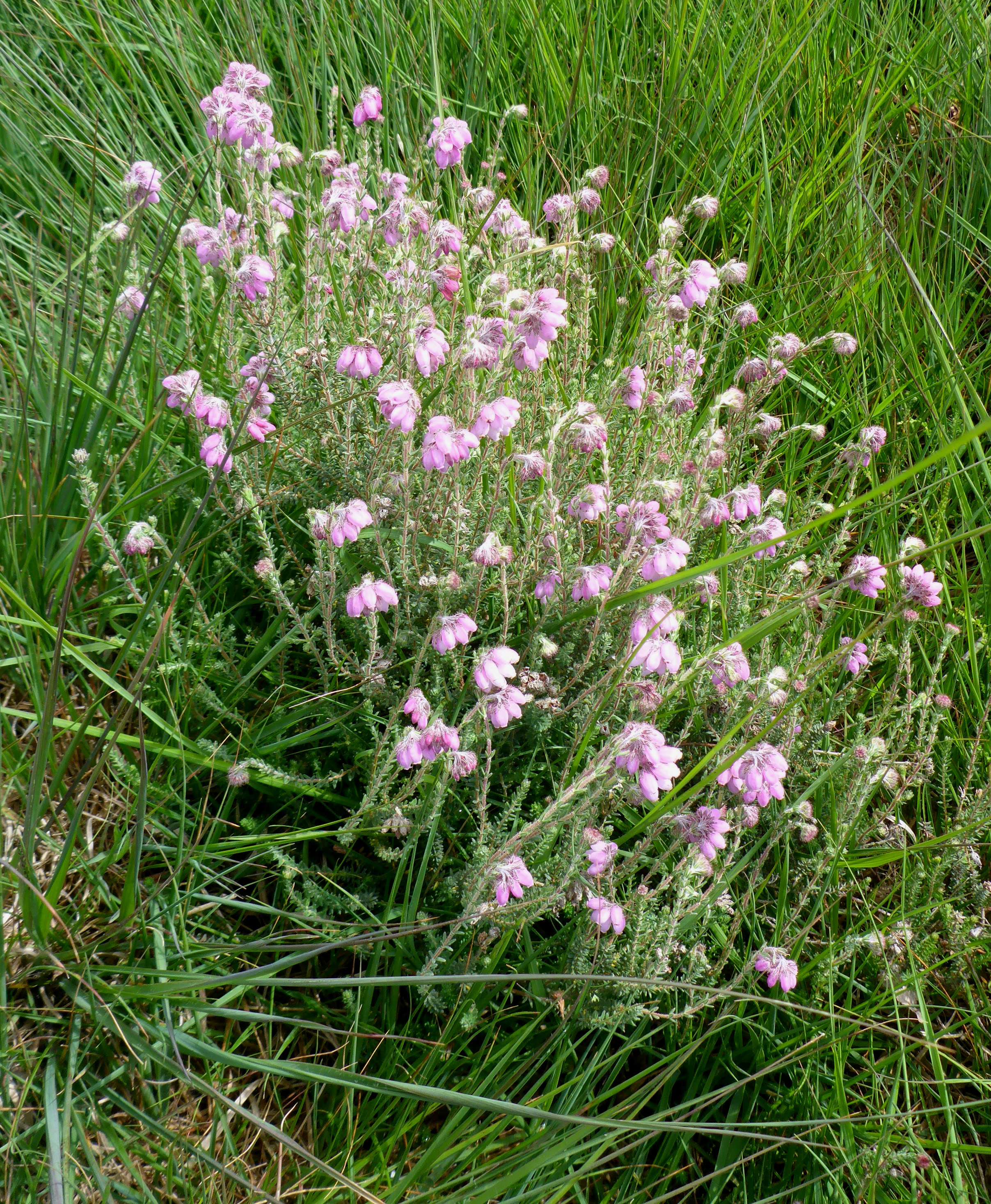
Glockenheide wächst auf feuchten Heideflächen
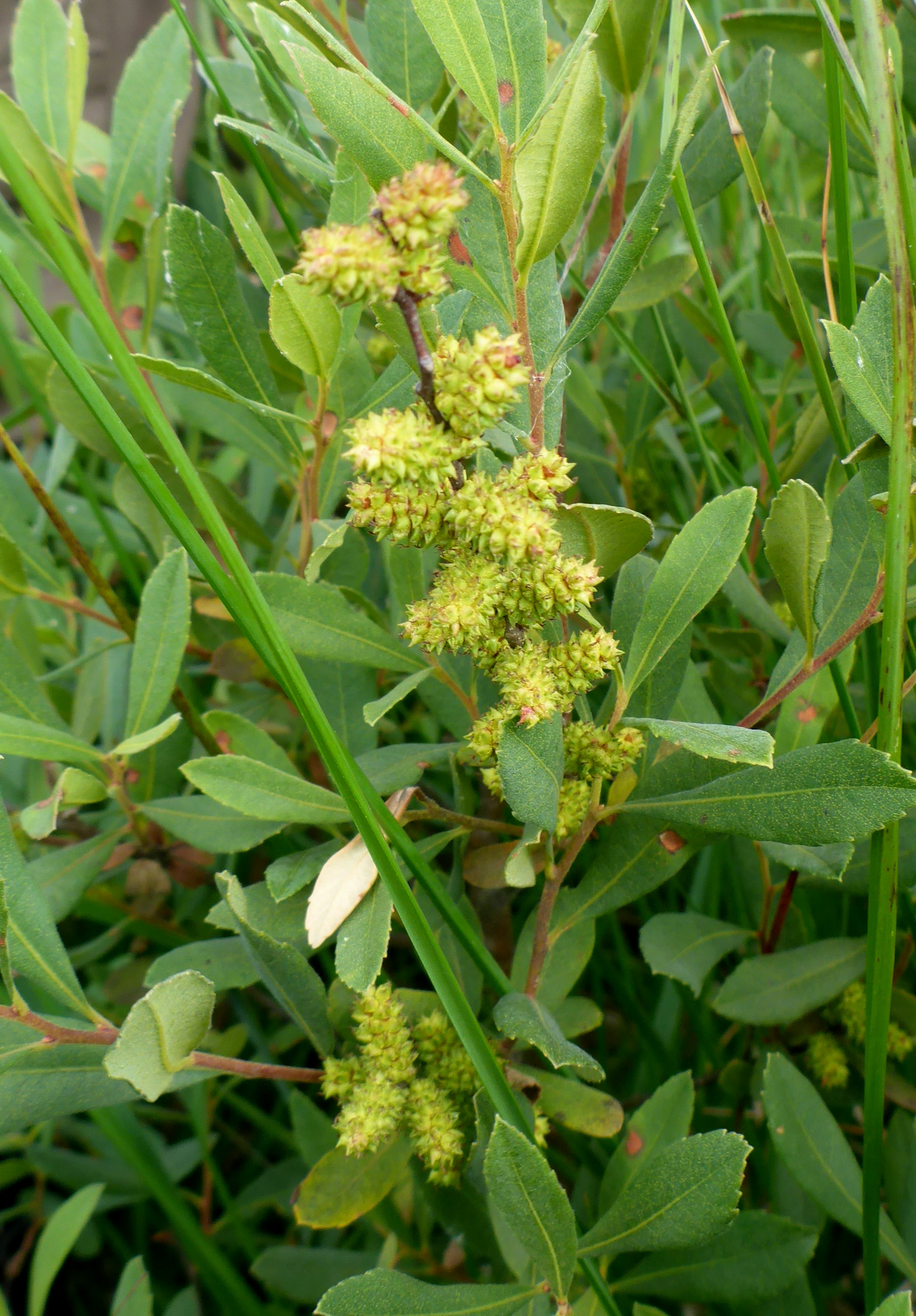
Blühender Gagelstrauch – Charakterpflanze der Moore
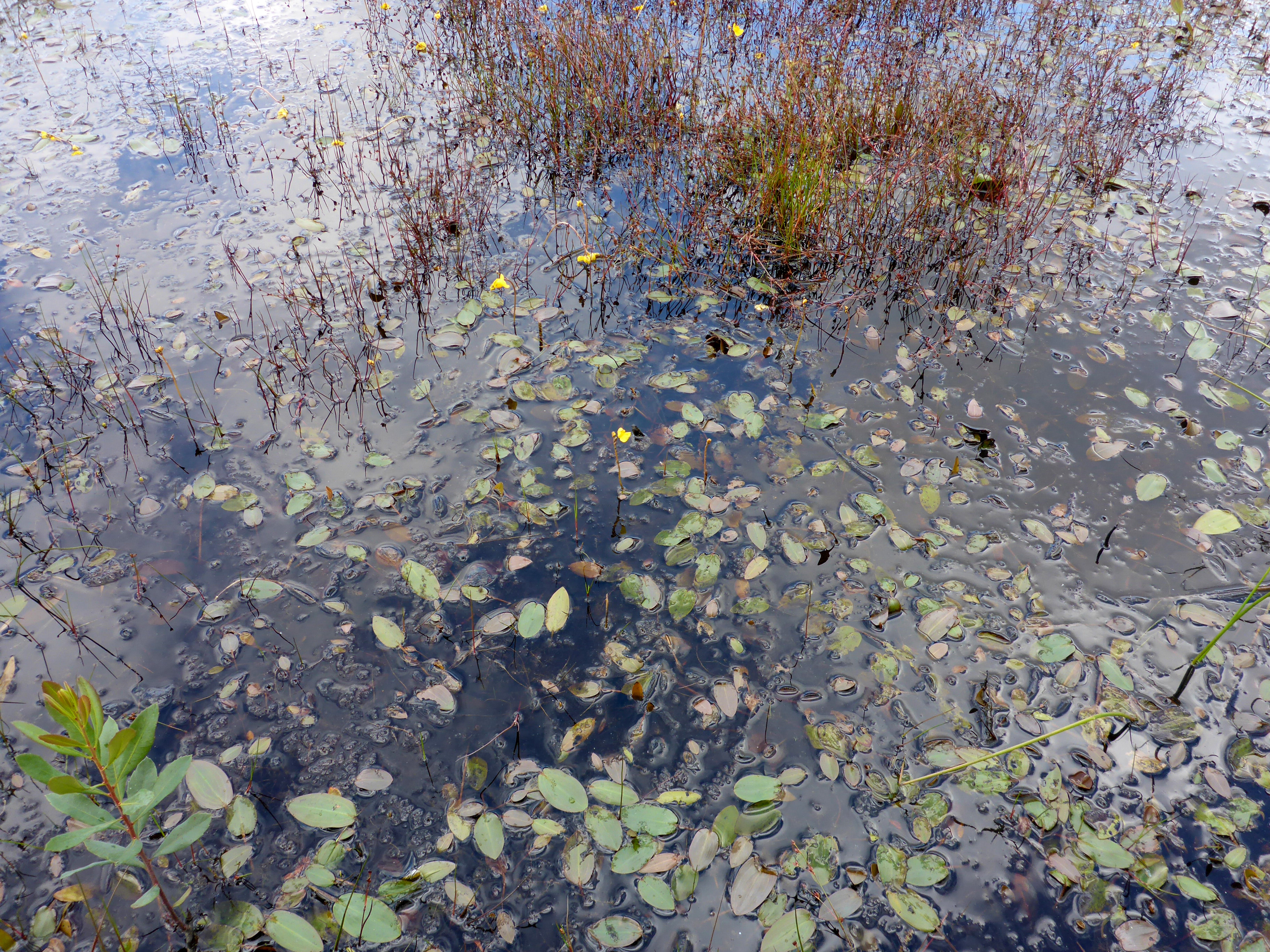
Gelb blühender Wasserschlauch und Knöterich-Laichkraut im Heideweiher